# Кралство Либия
Кралство Либия (на арабски: المملكة الليبية; на италиански: Regno di Libia) наричано също и Обединено кралство Либия е държава в Африка, създадена на 24 декември 1951 г. и съществувала до държавния преврат, воден от Муамар Кадафи на 1 септември 1969 г., който сваля от власт тогавашния либийски крал Идрис I и установява т.нар. Либийска арабска република.

## Конституция
Кралството е конституционна монархия, оглавено от Идрис ал-Махди ал-Сенуси. Кралят има върховна власт. Парламентът се състои от две камари (Сената и Камара на представителите).

## История
Преди Втората световна война Либия е италианска колония, но през 1943 г. армията на тази държава е била принудена на напусне Либия, която след това се намира под съюзническа окупация и през 1943 г. остава под контрола на Великобритания и Франция, когато Италия официално се отрича от тази територия. Двете държави си разделят либийските територии, като Великобритания владее териториите Триполитания и Киренайка, а Франция – областта Фезан. На 21 ноември Общото събрание на ООН приема резолюция относно необходимостта да се даде независимост на Либия преди началото на 1952.
Идрис представлява Либия по време на преговорите с Обединените нации и на 24 декември 1951 г. обявява Декларацията за независимост на Обединено кралство Либия, състояща се от областите Киренайка, Триполитания и Фезан, като става крал на новата държава. Всяка една от трите области на държавата получава автономия.
На 28 март 1953 г. Либия се присъединява към Арабската лига. Новата държава има огромни проблеми с висшето управление, тъй като по време на колониалните времена жителите не са били образовани, а сега всички позиции са заети от тях. Италианците, както тези, дошли от Италия, така и тези родени в Либия, са собственици на повечето от най-плодородната земя в страната, а също така и имат и монопол върху образованието. Поради тези трудности британците първоначално оглавили голяма част от администрацията. През 1955 г. започва проучване за нефтени находища, като първият басейн е открит през 1959 г., а добивът започва четири години по-късно. Добивът на нефт се превръща в един от стълбовете на либийската икономика.
Крал Идрис довежда страната то абсолютна монархия и забранява съществуването на политически партии. По време на петролната индустрия, от която Либия поема голяма част от приходите, корупцията е широко разпространена. Арабският национализъм набира все по-голяма популярност след поражението на Египет в Шестдневната война с Израел и в Либия избухват панарабистки протести, насочени срещу западните сили и администрацията на Идрис, които са определени като „произраелски“. На 25 април 1963 г. се извършва федерален устрой на държавата и се сменя името ѝ на Кралство Либия.
През последния период от кралския режим в Бенгази и Триполи избухват антизападни бунтове и петролните работници обявяват стачка в солидарност с Египет.
Монархията е свалена на 1 септември 1969 г. от Муамар Кадафи. Кралят, който в това време е на лечение в Турция, така и не се завръща в страната и до смъртта си през 1983 г. е на изгнание в Египет. Бомбардировачи провъзгласяват създаването на Либийската арабска република.

## Италианци в Либия
| Година | Италианци | Дял    | Население | Източник                                                                                     |
| ------ | --------- | ------ | --------- | -------------------------------------------------------------------------------------------- |
| 1936   | 112 600   | 13,26% | 848 600   | Enciclopedia Geografica Mondiale K-Z, De Agostini, 1996                                      |
| 1939   | 108 419   | 12,37% | 876 563   | Guida Breve d'Italia Vol. III, C.T.I., 1939                                                  |
| 1962   | 35 000    | 2,1%   | 1 681 739 | Enciclopedia Motta, Vol. VIII, Motta Editore, 1969                                           |
| 1982   | 1500      | 0,05%  | 2 856 000 | Atlante Geografico Universale, Fabbri Editori, 1988                                          |
| 2004   | 22 530    | 0,4%   | 5 631 585 | L'Aménagement Linguistique dans le Monde Архив на оригинала от 2009-04-26 в Wayback Machine. |

По време на колониалния период италианците се установяват в Либия, главно по крайбрежието. Институционално са поддържани от правителството на Мусолини, който мечтае за възстановяването на Римската империя. При избухването на Втората световна война италианците съставяли 12% от населението на страната. След капитулацията на Италия много от тях се връщат в родината си. Италианците съставляват не повече от 1% от населението на Либия.

### Трите провинции (1951 – 1963)
Първоначално Либия се състои от три региона: Фезан, Киренайка и Триполитания, които са исторически области и се радват на автономията си в рамките на Либия.
| Провинция    | Столица | Площ км² |
| ------------ | ------- | -------- |
| Киренайка    | Бенгази | 775 000  |
| Фезан        | Сабха   | 725 000  |
| Триполитания | Триполи | 250 000  |